# Sportgemeinschaft Ordnungspolizei Litzmannstadt
Die Sportgemeinschaft Ordnungspolizei Litzmannstadt (kurz SG OrPo Litzmannstadt) war während des Zweiten Weltkriegs ein Sportverein aus der Stadt Łódź im besetzten Polen. Er wurde 1940 als Polizei Litzmannstadt gegründet.

## Fußball
Seinen größten Erfolg erzielte der Klub in der Saison 1941/42, als er sich erst den Sieg in der zweiten Staffel der Gauliga Wartheland sicherte und dann in den Endspielen um die Wartheland-Meisterschaft gegen DSC Posen mit 2:0 und 3:0 beide Partien für sich entscheiden konnte. Dadurch qualifizierte sich der Verein für die Endrunde um die deutsche Meisterschaft. Nachdem man dort in der ersten Runde ein Freilos erhalten hatte, zog man im Achtelfinale mit einem 1:8 beim VfB Königsberg deutlich den Kürzeren.
Zu Beginn der neuen Saison folgte die Umbenennung in Sportgemeinschaft Ordnungspolizei Litzmannstadt. Unter dem neuen Namen konnte die Sportgemeinschaft allerdings nicht mehr an den großen Erfolg des Vorjahres anknüpfen. Nach Kriegsende 1945 schließlich erlosch der Verein.

### Platzierungen
| Saison | Liga                          | Platz | Spiele | g  | u  | v  | Tore  | Punkte  |
| --- | ----------------------------- | ----- | ------ | -- | -- | -- | ----- | ------- |
| 1941/42 | Gauliga Wartheland, Staffel 2 | 01.   | 07     | 05 | 0  | 02 | 24:8  | 10 - 4  |
| 1942/43 | Gauliga Wartheland            | 04.   | 18     | 09 | 01 | 08 | 42:44 | 19 - 17 |
| 1943/44 | Gauliga Wartheland            | 07.   | 131    | 04 | 01 | 08 | 15:36 | 9 - 17  |
| 1SG Freihaus schied unter der Saison aus; blau unterlegt: Teilnahme an der Endrunde um die deutsche Meisterschaft |                               |       |        |    |    |    |       |         |

## Handball
Die Feldhandballmannschaft der SG OrPo Litzmannstadt nahm als Meister der Bereichsklasse Wartheland 1942 an der deutschen Feldhandball-Meisterschaft 1941/42 teil, schied dort jedoch nach einer 2:8-Niederlage gegen die Ostbahn SG Krakau bereits in der Vorrunde aus. Auch an der deutschen Feldhandball-Meisterschaft 1943 nahm der Verein teil, schied aber erneut in der ersten Runde, diesmal gegen den LSV Reinecke Brieg, aus.

## Erfolge
- Meister der Fußball-Bereichsklasse Wartheland: 1942
- Meister der Handball-Bereichsklasse Wartheland: 1942